# Braulio

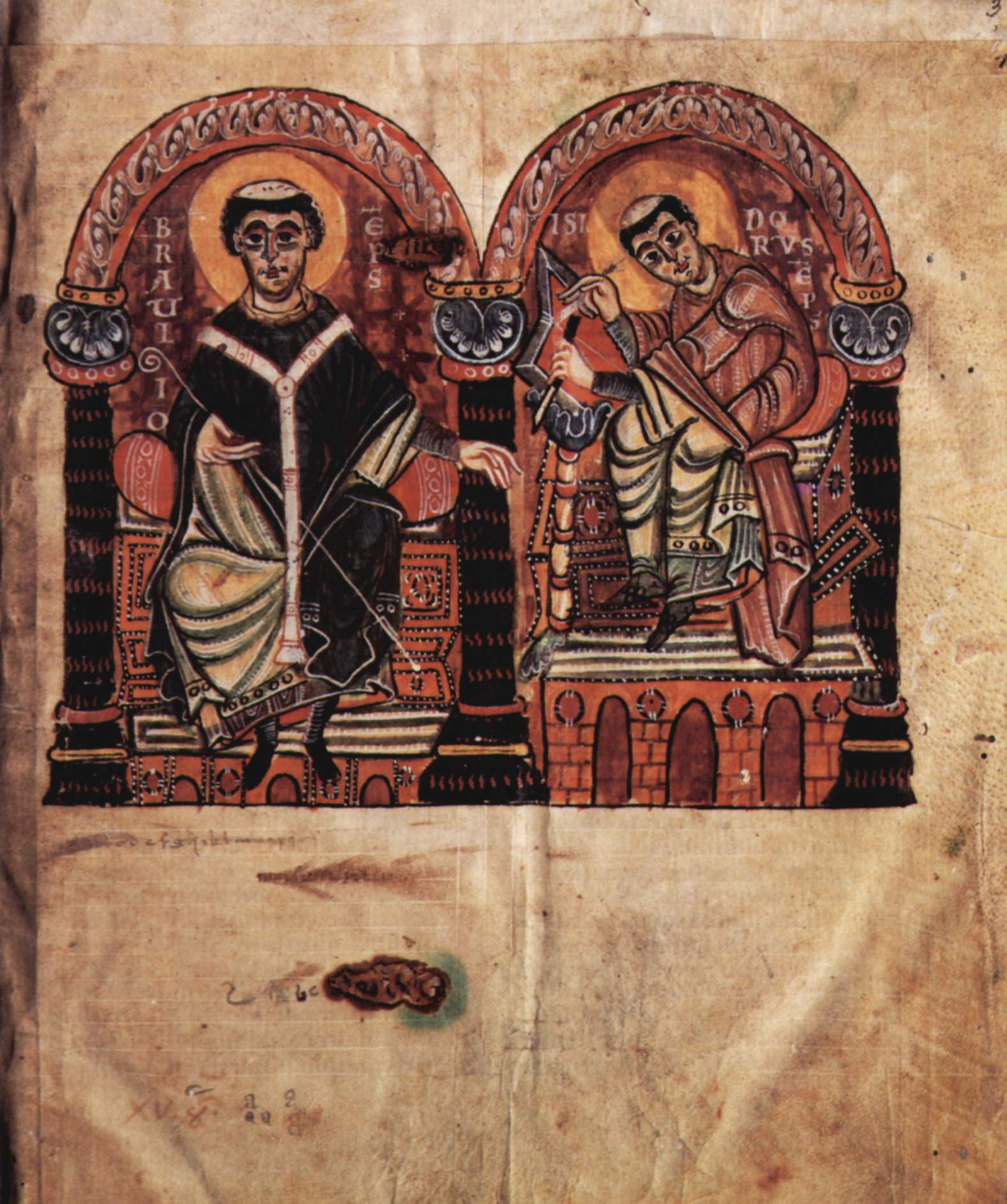
Braulio és Sevillai Szent Izidor középkori kódexábrázoláson

Braulio (585/590. k. – 651) ókeresztény író, Zaragoza püspöke, a hetedik századi Hispania tanult papja.
Pozíciójában testvérét, John-t követte, ahol korábban ő volt a főesperes. Több vizigót királynak volt a tanácsadója, például Chindaswinth nyugati gót királynak, akinek fiát, Recceswinth-t maga Braulio javasolt társkirálynak.
Sevillai Szent Izidor tanítványa volt, mesterét támogatta írói munkásságában. Jelen volt a toledói tanácskozásokon 633-ban, 636-ban és 638-ban. Halála előtt megvakult. Zaragoza városában temették el a Nuestra Señora del Pilar templomban
Ő állította mesterének, Izidor műveinek katalógusát is, amelyben ismertette az egyes művek rövid tartalmát. Saját munkája az Aemilianus hispaniai remete életrajza.

## Fordítás
- Ez a szócikk részben vagy egészben  a   Braulio of Zaragoza című angol Wikipédia-szócikk fordításán alapul.  Az eredeti cikk szerkesztőit annak laptörténete sorolja fel. Ez a jelzés csupán a megfogalmazás eredetét és a szerzői jogokat jelzi, nem szolgál a cikkben szereplő információk forrásmegjelöléseként.